# Michaił Baskakow
Michaił Iwanowicz Baskakow (ros. Михаи́л Ива́нович Баска́ков, ur. 8 listopada?/21 listopada 1905 w Moskwie, zm. 18 października 1968 tamże) – funkcjonariusz OGPU/NKWD/MGB, generał major, ludowy komisarz spraw wewnętrznych Karelo-Fińskiej SRR (1940-1941 i 1941-1943), minister bezpieczeństwa państwowego Białoruskiej SRR (1952-1953), minister spraw wewnętrznych Białoruskiej SRR (1953 i 1953-1958), współorganizator stalinowskich represji.

## Życiorys
Dzieciństwo i młodość spędził na wsi w rejonie Gżatska (obecnie Gagarin. Od 1924 należał do Komsomołu, w listopadzie 1925 został sekretarzem miejscowej organizacji komsomolskiej, od 1926 był członkiem WKP(b). Od 1927 służył w Armii Czerwonej, gdzie był również działaczem organów komsomolskich, w 1928 został przedstawicielem moskiewskiego komitetu Komsomołu i sekretarzem komórki partyjnej. Od sierpnia 1933 pracował w Wydziale Sekretno-Politycznym OGPU, m.in. pomocnik naczelnika wydziału w stopniu młodszego porucznika. 5 listopada 1937 otrzymał stopień porucznika bezpieczeństwa państwowego, 28 lipca 1938 objął funkcję zastępcy ludowego komisarza spraw wewnętrznych Karelskiej ASRR, od 29 grudnia 1938 do 8 lipca 1940 był ludowym komisarzem spraw wewnętrznych tej republiki, od lipca 1940 do 26 lutego 1941 ludowym komisarzem spraw wewnętrznych Karelo-Fińskiej SRR, od 26 lutego do 31 lipca 1941 ludowym komisarzem bezpieczeństwa państwowego tej republiki. Kierował masowymi represjami wobec Finów mieszkających w Karelii, wielu z nich kazał deportować na Syberię. Od 31 lipca 1941 do 7 maja 1943 ponownie był ludowym komisarzem spraw wewnętrznych Karelo-Fińskiej SRR, a od 7 maja do 31 lipca 1943 ludowym komisarzem bezpieczeństwa państwowego tej republiki. 31 lipca 1943 objął funkcję naczelnika Zarządu NKGB obwodu gorkowskiego (obecnie obwód niżnonowogrodzki), a 4 czerwca 1946 ministra bezpieczeństwa państwowego Uzbeckiej SRR, od 3 stycznia 1951 był naczelnikiem Zarządu MGB w Kraju Chabarowskim, 9 lipca 1945 otrzymał stopień generała majora. W latach 1946–1958 był deputowanym do Rady Najwyższej ZSRR. Od 6 lutego 1952 do 16 marca 1953 minister bezpieczeństwa państwowego Białoruskiej SRR, od 16 marca do 9 czerwca 1953 i ponownie od 21 lipca 1953 do 24 lutego 1958 minister spraw wewnętrznych tej republiki. 1958-1965 zastępca dyrektora hotelu "Budapeszt", 1965 zastępca dyrektora instytutu naukowo-badawczego radia i telewizji.

## Odznaczenia
- Order Lenina (16 stycznia 1950)
- Order Czerwonego Sztandaru (20 września 1943)
- Order Czerwonego Sztandaru Pracy (30 października 1952)
- Order Czerwonej Gwiazdy (trzykrotnie, m.in. 26 kwietnia 1940, 6 lutego 1947)
- Medal Partyzantowi Wojny Ojczyźnianej I klasy
- Medal „Za obronę Radzieckiego Obszaru Podbiegunowego”
- Odznaka "Honorowy Funkcjonariusz NKWD" (4 lutego 1942)

I 5 medali.